# Gamma 4
| Recensione | Giudizio |
| ---------- | -------- |
| AllMusic   | [ 1 ]    |

Gamma 4 è il quarto e ultimo album del gruppo statunitense dei Gamma, pubblicato la prima volta nel 2000 dalla RoMoCo, etichetta di proprietà di Ronnie Montrose, e ripubblicata nel 2005 dalla Wounded Bird Records.

## Tracce
Testi e musiche di Ronnie Montrose e Davey Pattison, tranne dove indicato.
1. Darkness to Light – 5:35
2. Love Will Find You – 4:18 (Montrose, CJ Hutchins)
3. Resurrection Shuffle – 4:36 (Tony Ashton)
4. Oh No You Don't! – 4:30 (Montrose)
5. Bad Reputation – 4:05
6. Last Man on Earth – 7:55 (Montrose)
7. The Only One – 3:52
8. Out of These Hands – 5:24 (Montrose, Hutchins)
9. Prayers – 3:36
10. The Low Road Home – 6:33

## Formazione
Gruppo
- Davey Pattison - voce
- Ronnie Montrose - chitarra
- Ed Roth - tastiere
- Glenn Letsch - basso
- Denny Carmassi - batteria

Altri musicisti
- Lisa Battle - cori (traccia 8)
- Jean-Michel Byron - cori (tracce 2 e 8)
- Jim Gammon - tromba (tracce 3 e 4)
- Michele Montrose - percussioni (traccia 7), cori (traccia 9)
- Edgar Winter - sassofono (tracce 3 e 4)
- Marc Bonilla - arrangiamenti del corno